# Dècada del 460 aC

## Esdeveniments
- La lliga de Delos venç els perses
- Terratrèmol a Esparta, que empitjora la relació amb Atenes
- Lleis de família gregues més antigues que s'han conservat (codi de Gortina)
- A la Xina es descriuen els moviments de l'estrella polar

## Personatges destacats
- Sòfocles
- Cimó II
- Artaxerxes I de Pèrsia
- Esdras
- Èsquil
- Policlet